# El señor Willis de Ohio
 El señor Willis de Ohio  es el sexto capítulo de la serie dramática El ala oeste de la Casa Blanca.

## Argumento
El equipo de la Casa Blanca trabaja para lograr los votos necesarios para rechazar un nuevo método estadístico del censo por el que se cambiará el conteo por una estimación. Entre los congresistas indecisos se encuentra el Señor Willis, del estado de Ohio, que finalmente sustituye a su mujer en el puesto, tras fallecer recientemente. Al final, su voto será decisivo para el rechazo a la enmienda al censo.
Por su parte, la hija del Presidente Zoey tiene un desagrable encuentro en un bar de Georgetown con un grupo de jóvenes exaltados. Es defendida por Charlie, Sam y Josh. Mientras, Leo le dice al Presidente que se ha separado de su mujer. 
C.J. le pregunta a Sam sobre el censo, para poder defenderse de las preguntas de la prensa. Por último, Donna está confundida, y sarcástica, le pregunta a Josh porqué no le devuelven el dinero cuando hay superávit presupuestario.

## Curiosidades
- Este fue el primer capítulo en el que apareció la partida de póker entre el presidente y su gabinete. En el mismo, Bartlet pregunta sobre cuestiones de cultura general, con su sabiduría enciclopédica. En esta primera ocasión es sobre los 14 signos de puntuación de la gramática inglesa. Entre C.J., Sam, Mandy, Josh y Leo identifican siete, mientras Toby encuentra los siete restantes.

## Enlaces
- Ficha en FormulaTv
- Enlace al Imdb
- Guía del Episodio (en inglés)

- Datos: Q6929299